# Monema
Monema, na terminologia de  André Martinet (1908 - 1999) que tenta explicar a complexidade da semiótica, é a  unidade significativa mínima elementar, ou  uma unidade linguística da primeira articulação. É uma unidade com um significado e um significante, que é a manifestação do primeiro.
Através dele a teoria do signo enriqueceu-se com o princípio da dupla articulação da linguagem: os signos linguísticos possuem unidades significativas, os monemas, que constituem a primeira articulação, e unidades que participam na forma, os fonemas, que constituem a segunda articulação.
A primeira articulação combina monemas e sintemas (unidades significativas que a comutação revela como resultantes da combinação de vários signos mínimos, mas que se comportam em relação aos outros monemas da cadeia como monemas únicos) para formar unidades significativas mais extensas e que, ao contrário das primeiras, sejam livres, isto é, possam ocorrer isoladamente no discurso.
Um monema pode ser uma palavra simples, uma raiz (lexema)  ou um prefixo, uma desinência (morfema).
- Monema gramatical ou morfema é o que altera o significado de um vocábulo, em posições determinadas do sintagma, juntamente  com um número relativamente reduzido de outros monemas. É a menor unidade lingüística que possui significado gramatical. Inclui raízes e afixos, formas livres, formas presas  e vocábulos gramaticais (preposições, conjunções). Cada morfema carrega um significado básico ou uma função, e a união deles designa, modifica ou se opõe ao significado inicial, criando novos significados.

- Monema lexical ou lexema é o que pertence a inventários ilimitados; é o monema dotado de significado lexical.